# Ананьїв
Ана́ньїв (МФА: [ɐˈnanʲjiu̯] ( прослухати)) — місто в Подільському районі Одеської області України, адміністративний центр Ананьївської міської громади. До 1921 — центр Ананьївського повіту, 
до 17 липня 2020 року — адміністративний центр Ананьївського району. Розташоване на річці Тилігул за 15 км від залізничної станції Жеребкове. Відстань до облцентру становить 160 км і проходить автошляхом Р71 та E95.

## Походження назви
За народним переказом, назва слободи походить від імені першого поселенця — запорізького козака Ананя (Ананія). Існує версія, що назва міста походить від імені тюркського хана Анана. Згідно з фактами, викладеними в книзі Олександра Середи «Османсько-українське степове порубіжжя в османсько-турецьких джерелах XVIII ст.», місто раніше називалося «Нані», що в перекладі з тюркської мови означає «вільшняк», або з фарсі (корінь «нан» — це хліб, що випікається на вугіллі) — «хлібодарний». За різними джерелами, тут проживали українці, молдовани, пізніше єврейські поселенці. 

## Історія
Територія, на якій розмістилося місто, була заселена з давніх часів. Поблизу Ананьєва виявлені залишки неолітичного поселення (VI—V тисячоліття до н. е.), На його околиці є кургани епохи бронзи (II тисячоліття до н. е.).
Місто виникло в середині XVIII століття як слобода Анані (Ананів), з 1834 перейменоване в Ананьїв. Було адміністративним центром Ананьївського повіту.
Уперше згадується 1767 року, також є версія щодо 1753 р. Колишня слобода - одна з так званих «ханських слобід», яких було багато у XVIII столітті між Бугом і Дністром - на територіях, що належали Кримському ханству і Османській імперії. Тут селилися селяни-втікачі з України і Молдови.
За Ясським мирним договором 1791 року ця територія відійшла до Росії. Ананьїв увійшов до складу Вознесенського намісництва, а в 1803 році — Херсонської губернії. У 1792 році поселення приписано до казенного відомства.

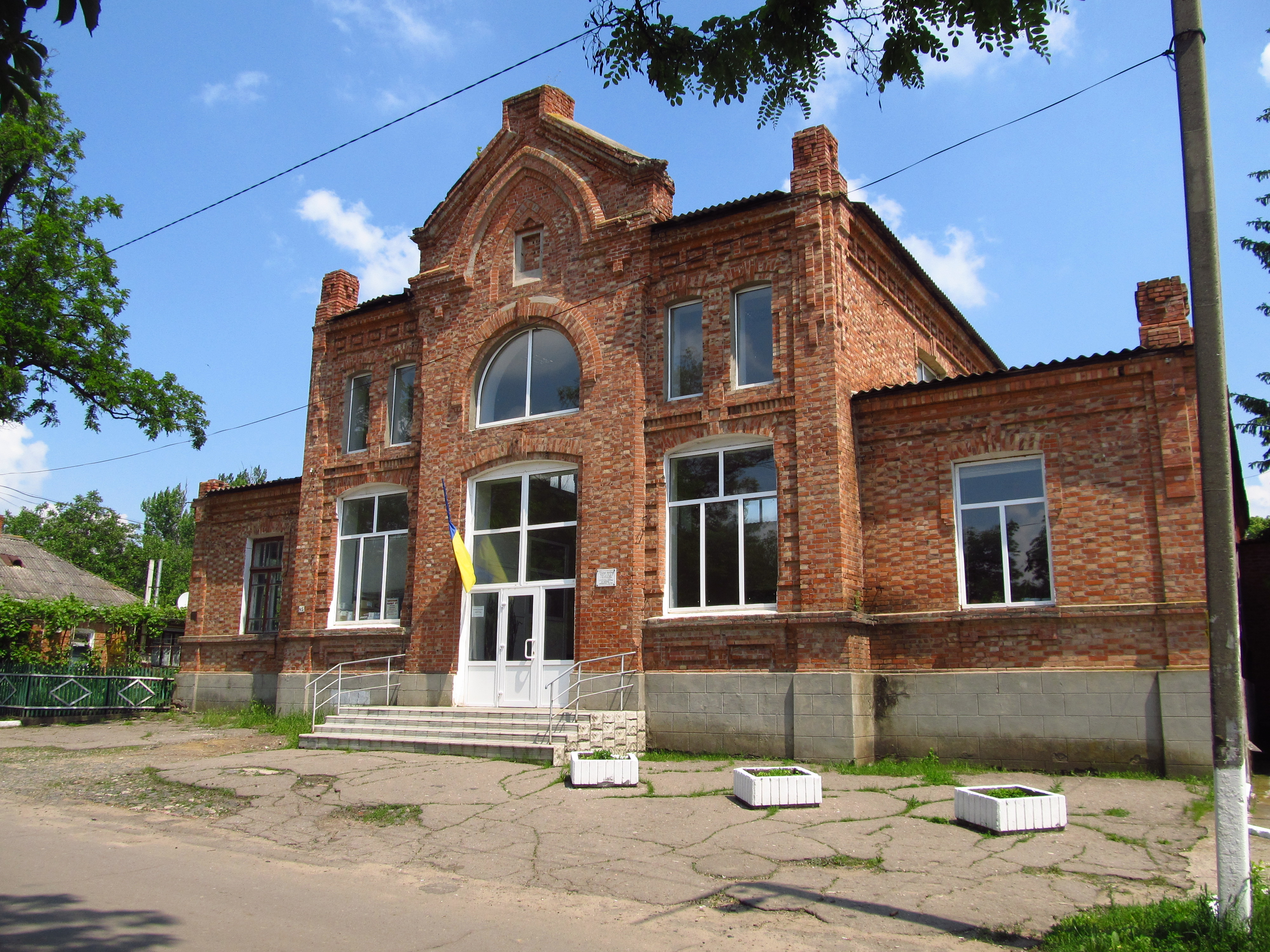
Будинок жіночої прогімназії — тепер Ананьївська центральна районна лікарня

У 1834 році Ананьїв став повітовим містом Херсонської губернії. Через 10 років в ньому проживало 1773 осіб, а в 1859 році — вже 8935 осіб (4759 чоловіків і 4176 жінок), переважно міщан і державних селян. Землі в жителів було мало, адже царська влада роздала її поміщикам. До того ж в 1834 році для потреб міста місцева влада відібрала в ананьївців 9375 десятин. Таким чином, на початку 50-х років XIX ст. на 2074 ревізькі душі припадало всього 2429 десятин землі. Як повідомляли чиновники херсонському губернатору, в «Ананьєві державні селяни прийшли в повний розлад і накопичили на 1 січня 1853 понад 50 тис. руб. недоїмок». Втративши надію стягнути борг, влада перевела державних селян на становище міщан, а землі передали міській управі. Напередодні реформи 1861 року в Ананьєві проживали 67 поміщицьких селян, доля яких була ще більш важкою. Якщо в 40-х роках XIX ст. тут були сукновальня, що виробляла 700 аршин сукна на рік (на 2,3 тис. руб.), і 3 винокурні (виробляли продукції на 7,9 тис. руб.), то до кінця сторіччя в місті вже налічувалося близько 20 напівкустарних підприємств, головним чином із переробки сільськогосподарської сировини. Серед них — свічкосалотопний і миловарний заводи, 3 фабрики фруктових та газованих вод, 2 олійниці, 5 цегельних заводів, тютюнова фабрика, 2 парових і кінний млин. Всі ці підприємства випускали продукції на 16 тис. руб. на рік. У них налічувалося 23 постійних робітників, а сезонних — значно більше. Успішно розвивалася торгівля, зокрема зерном. Серед міст Херсонської губернії Ананьїв за торговим обсягом посідав дев'яте місце. Ярмарки влаштовувались два рази в році, базари — щодня. Торгували зерном, борошном, овочами, місцевими промисловими і ремісничими виробами.
З розвитком економіки в місті зростала кількість промислових робітників, ремісників, а також інтелігенції — інженерів і техніків, яких запрошують на роботу власники підприємств, викладачів двох гімназій та інших навчальних закладів.
7 (20) листопада 1917 року, відповідно до Третього Універсалу Української Центральної Ради, увійшло до складу Української Народної Республіки.
За часів революційних подій 1917—1921 років Ананьїв пережив багато потрясінь та змін влади. У травні 1919 року на містечко розповсюдилося антибільшовицьке Григор'ївське повстання. Героїчною сторінкою історії міста є повстання мешканців Ананьєва проти більшовицького свавілля, яке відбулося у квітні 1920 року. Тоді понад 60 повстанців скинули в місті владу комуністів. Їм на допомогу прийшли частини армії УНР, які проходили цими місцями у Першому зимовому поході.
1923 року, після скасування губернсько-повітового адміністративного устрою, Ананьїв стає центром новоутвореного району. 1924 Ананьїв увійшов до МАРСР.
Найбільшим населеним пунктом автономії на момент проголошення МАРСР було містечко Ананьїв (понад 18 тис. мешканців). Саме на нього і вказав як перспективну столицю автономії у вересні 1924 року голова РНК України Влас Чубар.

Проте недоліком Ананьєва була віддаленість від залізниці. Крім того, в ньому практично не було міського пролетаріату, що було великим недоліком з ідеологічної точки зору (Ананьївський повіт скасовано в червні 1921 р.).
Складно проходив на Ананьївщині період колективізації. Було утворено 13 колгоспів, у зміцнені яких велику роль відіграла Ананьївська МТС, створена в 1929 році.
Держплан CPCP yсунув зі cnиcків [міського] oблікy 1931 p. всі офіційно визначенні cелища (міські поселення) та міста, що не відповідали складом людности вимогам цензу, маючи лишень icторичнy назву міста a6o міського селища (виключно за їx ознакою в минулому), — вилучено також і Ананьїв з Рибницею (щоправда без зазначення кількості населення).
Великі людські втрати зазнав Ананьївський район внаслідок штучного Голодомору, організованого більшовиками у 1932-33 роках. У деяких селах (Долинське, Новоселівка, Гандрабури) від голоду померло до півсотні і більше людей (про що свідчать данні Інституту національної пам'яті та результати дослідницької роботи учнівських груп після Помаранчевої революції).
У міжвоєнні роки сталися значні зміни в міській промисловості. Перед Другою світовою війною працювали цегельний, спиртовий і маслоробний заводи, 8 промислових артілей та райхарчкомбінат. Почалося будівництво водопроводу, діяв радіовузол. В місті відкрилося 2 середні школи, на базі педагогічних курсів було організовано школу, яка готувала вчителів початкових класів; працював технікум механізації сільського господарства.
4 лютого 1941 р. смт Ананьїв отримав статус міста районного підпорядкування.
Коли почалася Друга світова війна, сотні ананьївців пішли на фронт. Тисячі жителів міста (жінки й підлітки) копали протитанкові рови; був сформований винищувальний батальйон.

7 серпня 1941 році в Ананьїв увійшли нацистські окупанти.
В період нацистської окупації, який почався 7 серпня 1941 року, у місті панувало мародерство, встановлення «нового порядку», масовий терор, жорстока розправа над єврейським населенням міста (страчено, за різними оцінками, біля 5000 людей). В Ананьєві діяли кілька підпільних більшовицьких груп, майже всі учасники яких згодом були розстріляні. Іменами підпільників В. Єрмоленко, І. Виноградова, В. Буженка пізніше названо вулиці міста. 31 березня 1944 року Ананьїв було звільнено від німецьких загарбників.
Вже у 1945—1946 рр. відновили роботу цегельний та маслозавод, 8 промартілей, які об'єдналися в райхарчокомбінат. Знову відкрито освітні та педагогічну школи, дитячі будинки.
У 1965 році введено в експлуатацію хлібозавод потужністю випічки 35 тонн хліба на добу. Значного розвитку в місті набула державна та кооперативна торгівля: діяло 60 торговельних закладів, зокрема 24 магазини та 15 підприємств громадського харчування. Стали до ладу 3-поверховий універмаг та ресторан «Супутник». Закінчено електрифікацію всього району. Відкрито консервний завод, де у 70-х роках вироблялось понад 70 видів овочевої, фруктової, м'ясної та м'ясо-рослинної консервованої продукції, яка експортувалася в різні країни, зокрема, Німеччину та Голландію.
1994 року в Ананьїв провели природний газ.
За часів незалежної України, Ананьїв переживає складні та суперечливі політичні та соціально-економічні перетворення в країні, яка скинула з себе радянське та московське ярмо, сплачуючи дорогу ціну за свою свободу. Ананьївці брали участь в подіях на Майдані 2004 року та у Революції гідності 2013 року. Триває війна на Сході країни і ананьївщина вже заплатила життям своїх хлопців за європейський вибір та Свободу.
Сьогодні в місті розвивається малий бізнес, діють понад сотні суб'єктів підприємницької діяльності, розвиваються фермерські господарства. Місто Ананьїв постановою Кабінету Міністрів України внесено до списку історичних населених пунктів нашої держави.
Ананьїв славний своїми видатними земляками. Тривалий час в Ананьєві мешкав відомий український композитор, поет-перекладач Петро Ніщинський, чия музична творчість стала надбанням українського національного мистецтва. З Ананьєвом тісно пов'язана доля академіка живопису Євгена Столиці, видатного громадського діяча та агронома Євгена Чикаленка, композитора та педагога М. М. Вілінського, академіка С. І. Вольфковича, вченого М. С. Харченка, шахового композитора Ю. Н. Рухліса, художниці Г. Д. Чернової, майстра декоративного розпису  Р. М. Палецького.
В Ананьєві народилися і почали свій творчий шлях відомий український поет Тарас Федюк, сценарист Юрій Тарабанчук, письменник Юрій Сисін, поет та автор-виконавець Валерій Ткаченко, краєзнавець Павло Гарачук. Славиться наш край землеробами, своїми самодіяльними поетами, композиторами, художниками, співаками й музикантами. Його сучасну культуру створювали і створюють Заслужені вчителі України Віра Могилевська та Василь Радзивилів, Заслужений діяч культури України Юрій Дембіцький, Григорій Бондарчук, Георгій Белали та інші відомі земляки.
Восени 2018 року було відкрито великий пам'ятник во славу чину бійців армії УНР.

## Населення

### Динаміка населення
| 1844 | 1856 | 1857 | 1858          | 1859   | 1886   | 1888   | 1897   | 1923            | 1926   | 1939 | 1959 | 1970 | 1979   | 1989   | 2001 | 2011 | 2021 | 2022 |
| ---- | ---- | ---- | ------------- | ------ | ------ | ------ | ------ | --------------- | ------ | ---- | ---- | ---- | ------ | ------ | ---- | ---- | ---- | ---- |
| 2770 | 6506 | 7900 | 9484 (10 169) | 10 938 | 14 130 | 14 413 | 16 684 | 17 780 (17 917) | 18 230 | 5918 | 7978 | 9986 | 11 139 | 10 515 | 9476 | 8718 | 7789 | 7626 |

### Національний склад
Національний склад населення за даними перепису 2001 року:
| Національність  | Відсоток |
| --------------- | -------- |
| українці        | 87,63%   |
| росіяни         | 7,32%    |
| молдовани       | 3,57%    |
| гагаузи         | 0,43%    |
| білоруси        | 0,32%    |
| болгари         | 0,30%    |
| вірмени         | 0,19%    |
| євреї           | 0,13%    |
| інші/не вказали | 0,56%    |

### Мова
За даними перепису 1897 року:
| Мова                    | Чисельність, осіб | Доля     |
| ----------------------- | ----------------- | -------- |
| Українська              | 7 205             | 43,19 %  |
| Молдовська та румунська | 4 174             | 25,02 %  |
| Єврейська (їдиш)        | 3 514             | 21,06 %  |
| Російська               | 1 434             | 8,60 %   |
| Польська                | 242               | 1,45 %   |
| Інші                    | 115               | 0,68 %   |
| Разом                   | 16 684            | 100,00 % |

Рідна мова населення за даними перепису 2001 року:
| Мова       | Чисельність, осіб | Доля     |
| ---------- | ----------------- | -------- |
| Українська | 8 221             | 87,88 %  |
| Російська  | 882               | 9,43 %   |
| Молдовська | 195               | 2,08 %   |
| Інші       | 57                | 0,61 %   |
| Разом      | 9 355             | 100,00 % |

## Пам'ятники

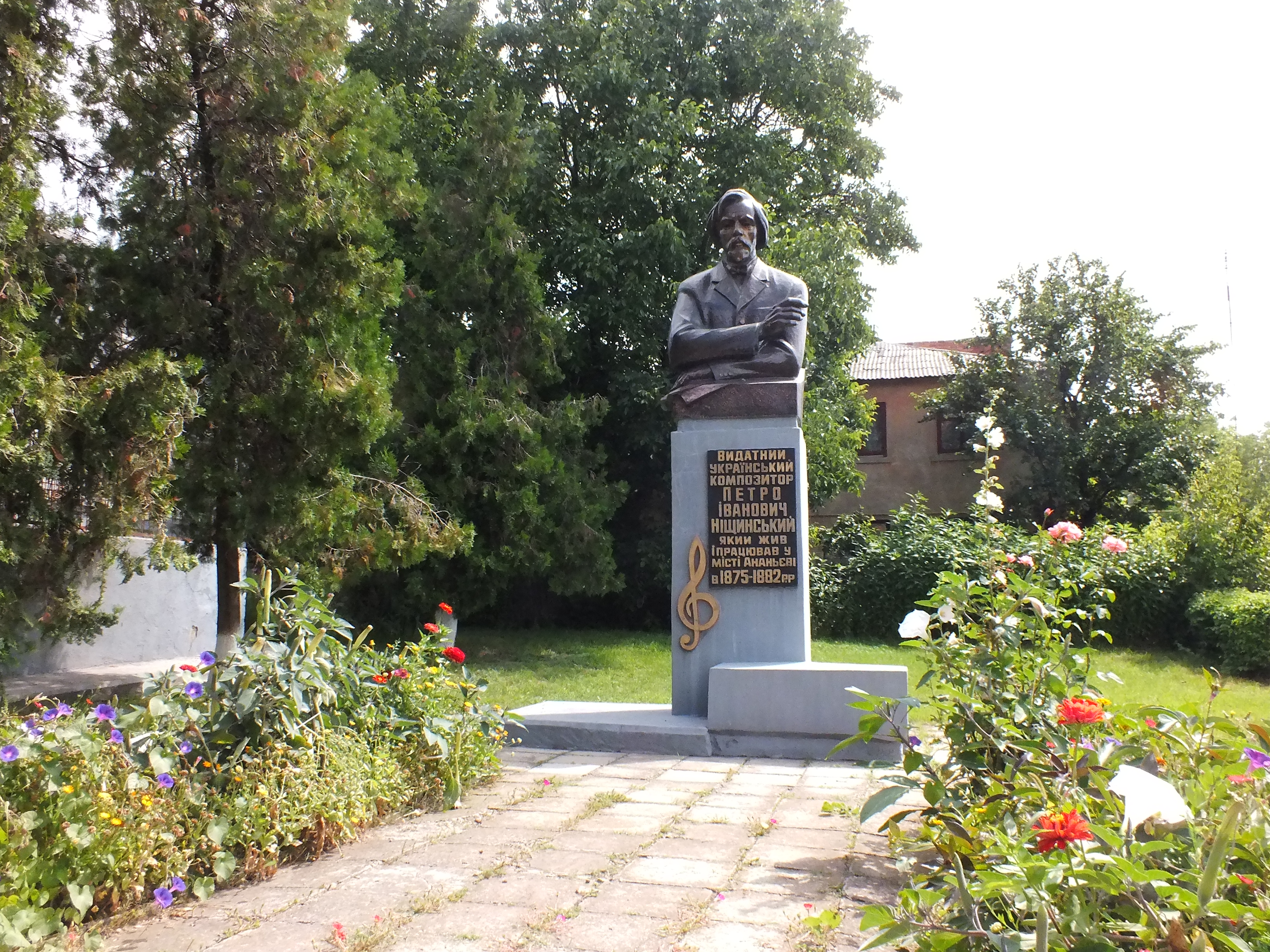
Пам'ятник П. І. Ніщинському

Пам'ятники: Т. Г. Шевченку, П. І. Ніщинському, меморіал воякам Армії УНР — учасникам Першого зимового походу, пам'ятник полеглим у роки Другої Світової війни, обеліск пам'яті учасників ліквідації наслідків аварії на Чорнобильській АЕС, меморіал на честь учасників бойових дій АТО (встановлений у 2017 р.).

## Заклади культури

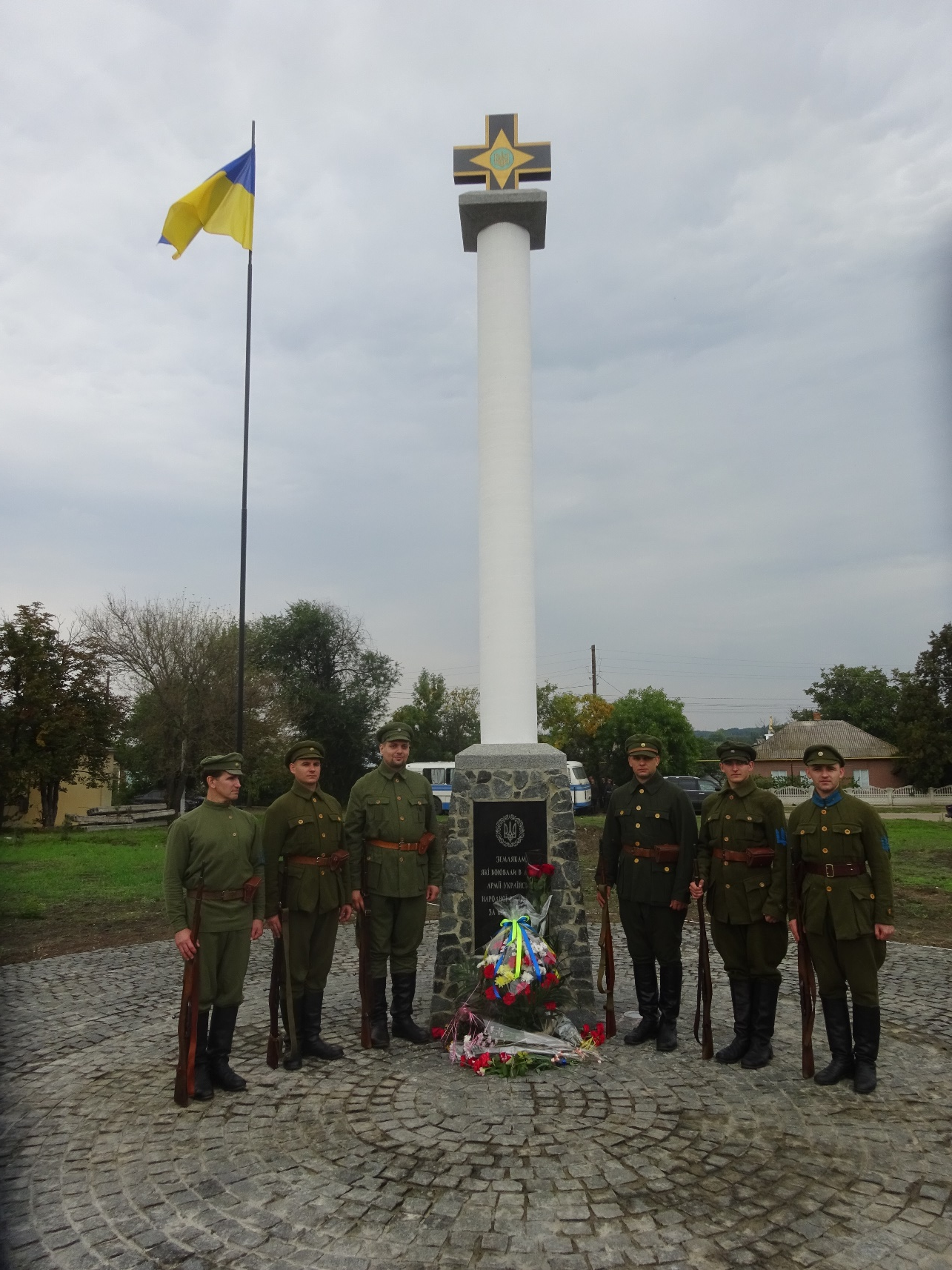
Меморіал воякам Армії УНР, на вшанування Ананьївського антибільшовицького повстання 1920 р.

У місті діють декілька музейних закладів. В 1977 році в Ананьєві відкрито Історико-художній музей, який є філією Одеського художнього музею. Також працює Музей оркестру народних інструментів.

## Промисловість та сільське господарство
РТС.
У районі вирощують зернові, виноград та розводять велику рогату худобу (свині, вівці).

## Освіта
ВСП «Ананьївський аграрно-економічний фаховий коледж» Уманського національного університету садівництва, ДНЗ «Ананьївський професійний аграрний ліцей» (колишні назви: училище механізації сільського господарства, має статус коледжу (?)), середні школи: КУ «ЗОШ І-ІІІ ступенів — інтернат», НВК «ЗОШ І-ІІІ ступенів — гімназія», НВК «ЗОШ І-ІІІ ступенів — ліцей», сільські школи тощо.
У 1930-х рр. (МАРСР) існувало також медичне училище (фельдшерська школа).

## Персоналії видатних мешканців Ананьєва
- Вілінський Микола Миколайович — український композитор і педагог.
- Волков Руслан Михайлович (2000 — 2020) — матрос Збройних сил України, учасник російсько-української війни.
- Вольфкович Семен Ісакович (1896 — 1980) — радянський вчений, хімік-неорганік, технолог, доктор хімічних наук (1934), академік АН СРСР (з 1946 р).
- Гансова Емма Августівна (1939—2020) — науковиця-соціолог, педагог, доктор філософських наук.
- Іванов Дмитро Миколайович (1987—2015) — солдат Збройних сил України, учасник російсько-української війни.
- Котюжинський Володимир Вікторович (1919 — 2010) — директор музею народної історії Української сільськогосподарської академії.
- Ладановський Іван Семенович (нар. 1921) — український військовий диригент, полковник, заслужений діяч мистецтв УРСР.
- Мелашунас-Ферро Валерія Мартинівна (1925 — 1996) — артистка балету, балетмейстер. Народна артистка України.
- Нємченко Віктор Миколайович (1917 — 1981) — дослідник історії України, доцент кафедри історії України Одеського державного університету імені І. І. Мечникова.
- Ніщинський Петро Іванович (1832 — 1896) — український композитор і поет-перекладач.
- Столиця Євген Іванович (1870 — 1929), художник-пейзажист і майстер батального жанру, учень І.Шишкіна та А. Куїнджі.
- Ткаченко Валерій Вікторович (1957  — 1999) — поет, автор-виконавець.
- Федюк Тарас Олексійович (нар. 1954) — український поет, лауреат Шевченківської премії.
- Харченко Андрій Семенович (1908 — 1985) — український картограф та геодезист, кандидат технічних наук, професор Київського національного університету імені Тараса Шевченка.

## Культура
- Ананьївський історико-художній музей